# 深川仁志
深川 仁志（ふかがわ ひとし、1985年4月28日 - ）は、NHKのアナウンサー。

## 人物
小学校高学年以降は埼玉県蓮田市で過ごす。埼玉県立不動岡高等学校、日本大学経済学部卒業後、2009年入局。

## 嗜好・挿話
- 広島東洋カープの大ファン。
- 日本大学在学中、日本大学新聞社で学生新聞を製作していた。卒業後暫くの間、日本大学の学生案内募集パンフレットに経験談が顔写真付きで載っていた[2]。
- 富山放送局のサイトで本人が明らかにしたところによると、不動岡高校では硬式野球部に所属していた。また、隣県の石川県金沢市に時々足を運んでいたことも明かしている。但し、何が目的で時々金沢を訪れていたのか、其の理由は記していない[3]。
- 富山県民として、民放のアナウンサー等と熱心な交流に励んだ[3][4]。
- 富山放送局では長らく島永吏子が地上デジタル放送推進大使の職務にあったが、2010年に他局から転籍した川村ゆかりに交代。しかし川村が数か月で退職したため、その穴埋めで大使職務に就いた。大使デビューは同年10月17日に“スポレク富山2010”の会場で実施された「日本全国地デジで元気! in 富山」である[5]。深川と同期の男性アナの地デジ大使は盛岡放送局の酒匂飛翔のみである。
- 趣味はTVゲーム、広島カープの応援、家庭菜園（キノコから米まで作る）[6]。
- 初任地は富山放送局。2014年4月高松放送局、2017年4月広島放送局にそれぞれ異動し、2019年4月より東京アナウンス室に勤務。5年4ヶ月後の2024年8月、7年ぶりに高松局へコンテンツセンターアナウンスグループ統括として異動。

## 現在の担当番組
- ゆう6かがわ（編集責任者・漆原輝のキャスター代行など）
- まんで香川きっきょん？（編集責任者）
- ゆう6かがわ845・645（不定期）
- 香川県のニュース
- コンテンツセンターアナウンスグループ統括
- 高松放送局制作番組の編集責任者
- 緊急報道（高松放送局発）
- 3か月でマスターする数学（2024年6月26日 - ）[7] - ナレーター

## 過去の担当番組
富山放送局時代（2009年度 - 2013年度）
- 土曜スタジオパーク（2009年5月23日） - 新人お披露目
- 富山県のニュース・中継・リポート
- 着信御礼!ケータイ大喜利（総合テレビ、アシスタントアナウンサー・2010年3月6日）[8]
- 私も一言!夕方ニュース 年末スペシャル 「展望2010年」（ラジオ第1中継・2009年12月30日）[9]
- ここはふるさと 旅するラジオ（ラジオ第1、2010年7月13日・14日）[10]
- ゆうどきネットワーク （2010年12月9日）「富山湾の新名物トラフグを身近に 〜富山・射水〜」
- 真打ち競演（ラジオ第1、2011年2月7日・2月14日）司会
- ここはふるさと 旅するラジオ（ラジオ第1、2011年6月29日・30日）[11]
- つながるラジオ富山発!ふるさとラジオ つながるラジオ（ラジオ第1、2011年7月1日）[12]
- 「あっついぜ!富山球児」（2011年7月14日）[13]
- 着信御礼!ケータイ大喜利（総合テレビ、アシスタントアナウンサー・2011年11月5日）
- あさイチ（総合テレビ、「JAPA-NAVI」ナビゲーター・2011年11月24日）[14]
- ニュース富山人（キャスター）

高松放送局時代（1度目）（2014年度 - 2016年度）
- ゆう6かがわ（キャスター）
- 今日は一日“ゲーム音楽”三昧（NHK-FM、2014年8月10日）[15]
- ひるブラ（2014年10月8日[16]、2016年2月8日[17]、2017年2月7日[18]、8日[19]）
- あさイチ（総合テレビ、「JAPA-NAVI」ナビゲーター・2016年10月5日）
- ラジオ文芸館（2017年3月4日）[20]
- 香川県のニュース・中継・リポート

広島放送局時代（2017年度 - 2018年度）　
- おはようひろしま（キャスター：2017年4月 - 2019年3月）
- お好みワイドひろしま（不定期・黒田信哉のキャスター代行など）
- うまいッ!「大粒でジューシー＆うまみ濃厚・大野あさり〜広島県廿日市市〜」（2017年6月18日）[21]
- ひるブラ「知る！作る！食べる！お好み焼き博物館～広島市～（2017年7月17日）
- おはよう島根（松江放送局への応援派遣・2018年4月10日）
- ニュースウオッチ9（リポーター）（栗原望夏期休暇に伴う代理リポーター）（2018年9月3日 - 14日）
- 首都圏ニュース845（2018年9月14日）
- 旬感☆ゴトーチ!（2018年12月10日、11日）
- アイデア対決・全国高等専門学校ロボットコンテスト2018中国地区大会（司会：2018年12月21日）
- 広島県・中国地方のニュース・リポート
- NHK（広島県）局名のアナウンス:※以下の放送切替時のIDアナウンスをする。ナレーションフォーマットは、総合（デジタル）テレビの場合「JOFK-（D）TV、NHK広島総合（デジタル）テレビジョン」、ラジオ第1放送の場合「JOFK、NHK広島第1放送」、FM放送の場合「JOFK-FM、NHK広島FM放送です」という。深川は、テレビの10秒、ラジオの5秒の枠をほぼ使い切っている。

東京アナウンス室時代（2019年度 - 2024年7月）
- ニュースウオッチ9
  - フィールドリポーター（2019年4月1日 - 2021年3月26日）
  - ナレーション、ニュースリーダー （2023年4月17日 - 2024年3月29日）
- 週刊まるわかりニュース（リポーター：2021年4月3日 - 2022年3月27日）
- ニュース645（不定期）
- ラジオニュース（不定期）
- NHKニュース7（土曜・日曜・祝日 : サブキャスター：2022年4月9日 - 2023年4月2日）
  - 本来のサブキャスターである伊藤海彦の夏季休暇中の代理：2021年8月28日、29日、9月3日、4日
  - 本来担当の高井正智の夏季休暇中のメインキャスター代理：2022年7月23日、24日
  - 本来のフィールドキャスターである今井翔馬の夏季休暇中の代理：2023年8月13日
- 参議院議員通常選挙開票速報（サブキャスター）（NHKラジオ第1放送・NHK-FM放送）（2022年7月10日 - 11日）
- 趣味の園芸 やさいの時間（「旬ベジ 二十四節気」司会：2022年4月24日 - 2023年3月）
- サタデーウオッチ9（ナレーション、ニュースリーダー ：2023年4月29日 - 2024年3月30日）
- チョイス@病気になったとき（リポーター：2022年4月9日 - 2024年2月25日）
- ニュースしずおか845（応援要員：2023年7月18日）

高松放送局時代（2度目）（2024年8月 - ）
・ひるどき四国・香川（編集責任者）
・ゆう6かがわ（漆原輝のキャスター代行、2024年12月5日）

## 同期のNHKアナウンサー
- 池田伸子
- 伊藤海彦
- 牛田茉友（退職）
- 角谷直也
- 勝呂恭佑
- 合原明子
- 酒匂飛翔
- 佐々木彩
- 佐藤誠太
- 鈴木遥
- 八田知大
- 廣瀬雄大
- 深澤健太